# Felix, Net i Nika oraz Gang Niewidzialnych Ludzi
Felix, Net i Nika oraz Gang Niewidzialnych Ludzi – przeznaczona dla młodzieży powieść z gatunku science fiction autorstwa Rafała Kosika. Pierwsza książka z cyklu Felix, Net i Nika, wydana w listopadzie 2004 przez Powergraph. Opowiada o przygodach trójki przyjaciół z pewnego warszawskiego gimnazjum. Książka jest dedykowana Jasiowi.

## Odbiór
Polska Sekcja IBBY przyznała książce tytuł „Książki Roku 2005”.  
Scenariusz na podstawie książki Felix, Net i Nika oraz Gang Niewidzialnych Ludzi nagrodzono w Polsko-Włoskim Konkursie na Scenariusz Filmu dla Młodego Widza, jednak film o tym tytule nie powstał.  
Od roku szkolnego 2017/2018 roku książka jest lekturą obowiązkową dla szkoły podstawowej dla klas IV-VI. Była to jedyna pozycja powstała po 2000 r. na liście lektur dla tych klas. W 2021 r. MEN rozważało usunięcie książki z listy lektur z powodu niespełniania „wymogów zawartych w podstawie programowej dotyczącymi emocjonalnego rozwoju ucznia”. MEN zgłosiło także dodatkowe zastrzeżenia do warstwy składniowo-leksykalnej języka oraz zawartości merytorycznej, m.in. kreacji świata przedstawionego. W obronie pozycji książki na liście lektur stworzono m.in. petycję, skrytykowało propozycję usunięcia też wydawnictwo, które argumentowało, że współczesny język, kolokwializmy i zabawne powiedzonka czynią pozycję przyjazną i popularną wśród dzieci, broniąc także zwartości merytorycznej („powieść zawiera elementy fantastyki i ma celowo szybką akcję, aby zachęcić do czytania współczesne dzieciaki, jest pełna gadżetów i przedmiotów związanych z technologiami”). Plan usunięcia pozycji z listy lektur skrytykował też dziennikarz Wojciech Szot.  Książka została w tym roku przeniesiona na listę lektur uzupełniających (stan na 2023/2024, 2024/2025). 
Książka Felix, Net i Nika oraz Gang Niewidzialnych Ludzi została przetłumaczona na język litewski (Felixas, Netas ir Nika bei Nematomųjų Gauja) i wydana w tym kraju przez wydawnictwo Vaga, na język węgierski (Félix, Net, Nika és a Láthatatlan Emberek Bandája) i wydana przez wydawnictwo Pongrác oraz na język czeski (Felix, Net a Nika: Gang Neviditelnych) i wydana przez wydawnictwo Albatros (jedno z najpopularniejszych). 

## Fabuła
Rozpoczyna się rok szkolny. W Warszawie w gimnazjum Felix Polon poznaje nowych przyjaciół - Neta i Nikę. Niedługo pozna także sztuczną inteligencję o imieniu Manfred, razem z przyjaciółmi rozwiąże różnorakie zagadki. Do tego wszystkiego po mieście krąży Gang Niewidzialnych Ludzi, z tajemniczym Mortenem na czele.  Gang Niewidzialnych Ludzi napada na banki, ale żaden wybitny naukowiec nie potrafi rozwiązać tajemnicy ich znikania i pojawiania się, a przyjaciele niechcący odkrywają sekret.